# Rhopalopsole azun
Rhopalopsole azun is een steenvlieg uit de familie naaldsteenvliegen (Leuctridae). De wetenschappelijke naam van de soort is voor het eerst geldig gepubliceerd in 2012 door Stark & Sivec.